# Prunay
Prunay é uma comuna francesa na região administrativa do Grande Leste, no departamento de Marne. Estende-se por uma área de 18.41 km², e possui 1.030 habitantes, segundo o censo de 2018, com uma densidade de 56 hab/km².